# Branice
Pour les articles homonymes, voir Branice (homonymie).
Branice est un village de la voïvodie d'Opole, dans le Sud de la Pologne. Il appartient au powiat de Głubczyce et est le siège du gmina de Branice.
Il est situé près de la frontière tchèque, à environ 17 km au sud de Głubczyce et à 69 km au sud de la capitale régionale Opole.

## Site officiel
- Site officiel de Branice